# Anthracinae
Anthracinae es una subfamilia de moscas de la familia Bombyliidae. Hay más de 80 géneros y 2000 especies descritas de Anthracinae. Son de distribución mundial.

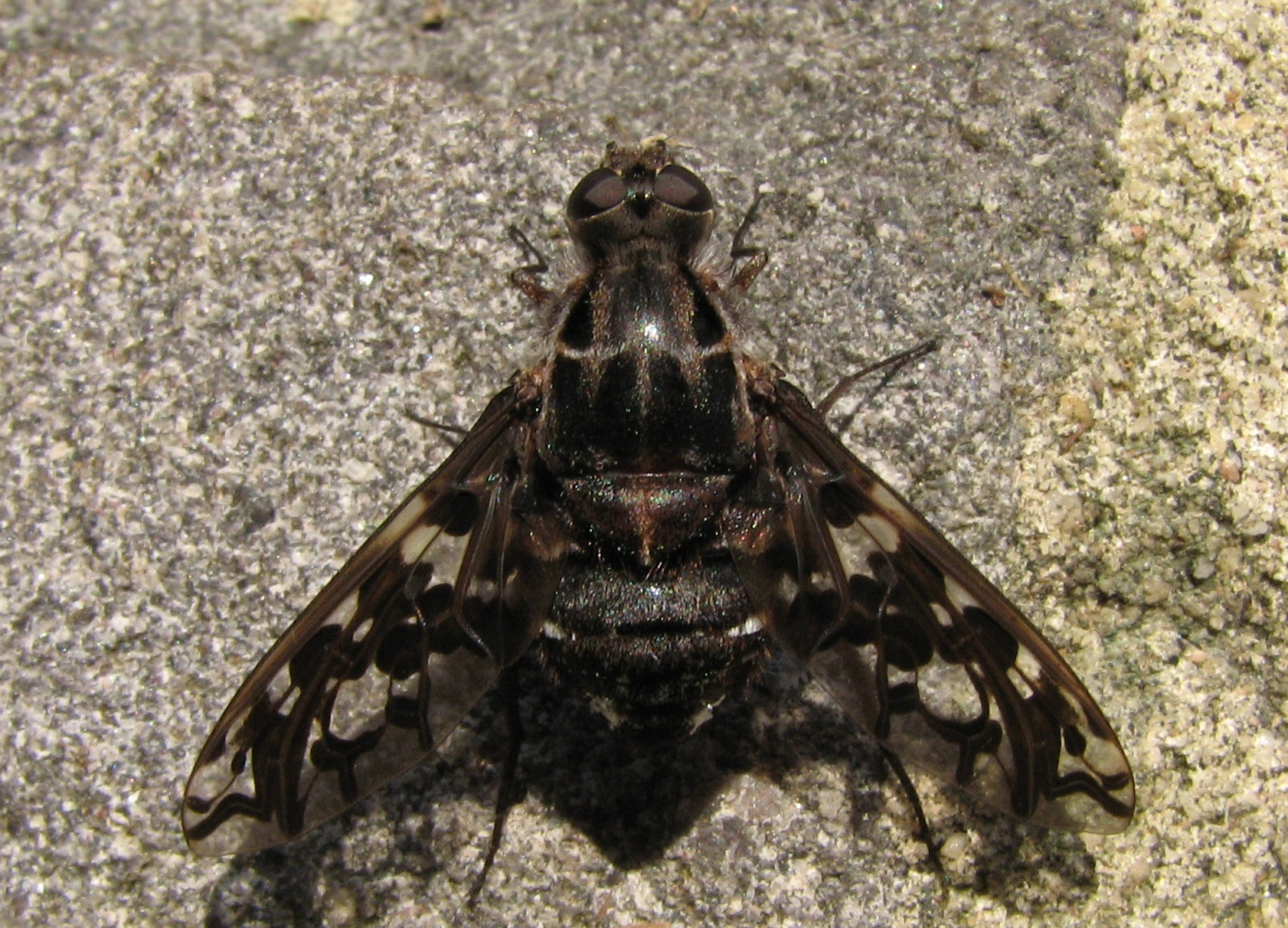
Xenox tigrinus

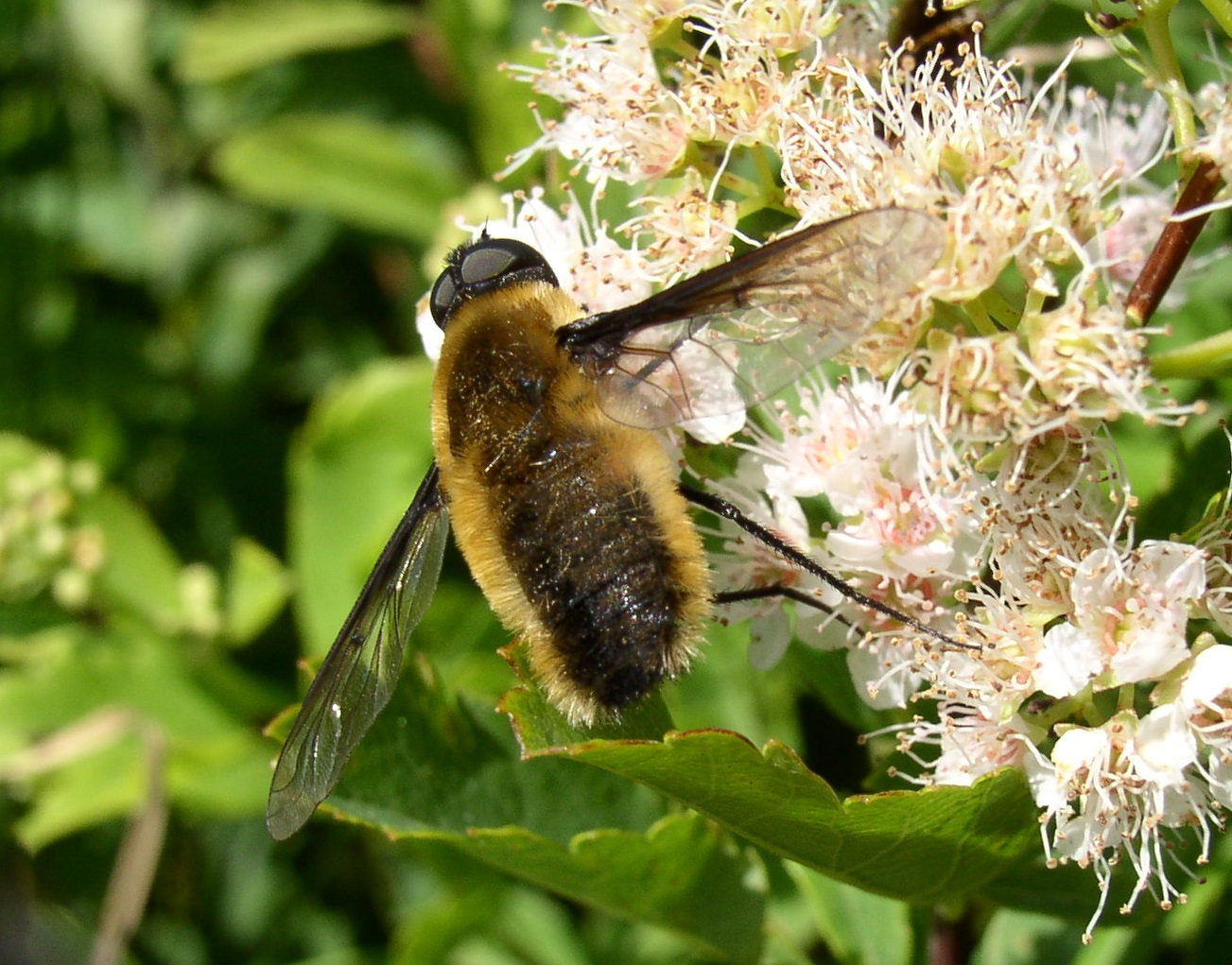
Villa fulviana

## Géneros
Estos 83 géneros pertenecen a Anthracinae:
- Anthrax Scopoli, 1763 i g b
- Aphoebantus Loew, 1872 i c g b
- Astrophanes Osten Sacken, 1886 i c g b
- Atrichochira Hesse, 1956 c g
- Balaana Lambkin & Yeates in Lambkin et al., 2003 c g
- Brachyanax Evenhuis, 1981 c g
- Caecanthrax Greathead, 1980 c g
- Chrysanthrax Osten Sacken, 1886 i c g b
- Conomyza Hesse, 1956 c g
- Cononedys Hermann, 1907 c g
- Coryprosopa Hesse, 1956 c g
- Cyananthrax Painter, 1959 i c g
- Defilippia Lioy, 1864
- Desmatoneura Williston, 1895 i c g b
- Deusopora Hull, 1971 c g
- Diatropomma Bowden, 1962 c g
- Dicranoclista Bezzi, 1924 i c g b
- Diochanthrax Hall, 1975 i c g b
- Dipalta Osten Sacken, 1877 i c g b
- Diplocampta Schiner, 1868 c g
- Epacmoides Hesse, 1956 c g
- Epacmus Osten Sacken, 1886 i c g b
- Eucessia Coquillett, 1886 i c g b
- Euligyra Lambkin & Yeates in Lambkin et al., 2003
- Exechohypopion Evenhuis, 1991 c g
- Exepacmus Coquillett, 1894 i c g
- Exhyalanthrax Becker, 1916 c g
- Exoprosopa Macquart, 1840 i c g b
- Hemipenthes Loew, 1869 i c g b
- Heteralonia Rondani, 1863 c g
- Hyperalonia Rondani, 1863 c g
- Kapu Lambkin & Yeates, 2006 c g
- Laminanthrax Greathead, 1967 c g
- Larrpana Lambkin & Yeates in Lambkin et al., 2003 c g
- Lepidanthrax Osten Sacken, 1886 i c g b
- Ligyra Newman, 1841 i c g b
- Litorhina Bowden, 1975 c g
- Mancia Coquillett, 1886 i c g
- Marleyimyia Hesse, 1956 c g
- Mesoclis Bezzi, 1921
- Micomitra Bowden, 1964 c g
- Munjua Lambkin & Yeates in Lambkin et al., 2003 c g
- Muwarna Lambkin & Yeates in Lambkin et al., 2003 c g
- Neodiplocampta Curran, 1934 i c g b
- Ngalki Lambkin in Lambkin & Bartlett, 2011 g
- Oestranthrax Bezzi, 1921 i c g
- Oestrimyza Hull, 1973 c g
- Pachyanthrax François, 1964 c g
- Palirika Lambkin & Yeates in Lambkin et al., 2003 c g
- Paradiplocampta Hall, 1975 i c g b
- Paranthrax Bigot, 1876 c g
- Paravilla Painter, 1933 i c g b
- Petrorossia Bezzi, 1908 c g
- Pipunculopsis Bezzi, 1925 c g
- Plesiocera Macquart, 1840 c g
- Poecilanthrax Osten Sacken, 1886 i c g b
- Prorostoma Hesse, 1956 c g
- Prothaplocnemis Bezzi, 1925 c g
- Pseudopenthes Roberts, 1928 c g
- Pteraulacodes Hesse, 1956 c g
- Pteraulax Bezzi, 1921 c g
- Pterobates Bezzi, 1921 i g
- Rhynchanthrax Painter, 1933 i c g b
- Satyramoeba Sack, 1909 c g
- Spogostylum Macquart, 1840 c g
- Stomylomyia Bigot, 1887 c g
- Stonyx Osten Sacken, 1886 i c g b
- Synthesia Bezzi, 1921 c g
- Thraxan Yeates & Lambkin, 1998 c g
- Thyridanthrax Osten Sacken, 1886 i c g b
- Turkmeniella Paramonov, 1940 c g
- Veribubo Evenhuis, 1978 c g
- Villa Lioy, 1864 i c g b
- Villoestrus Paramonov, 1931 c g
- Walkeromyia Paramonov, 1934 c
- Wurda Lambkin & Yeates in Lambkin et al., 2003 c g
- Xenox Evenhuis, 1985 i c g b
- Xeramoeba Hesse, 1956 c g
- † Anthracida Germar, 1849 g
- † Pachysystropus Cockerell, 1909 g
- † Palaeogeron Meunier, 1915 g
- † Tithonomyia Evenhuis, 1984 g
- † Verrallites Cockerell, 1913 g

Fuentes: i = ITIS, c = Catalogue of Life, g = GBIF, b = Bugguide.net